# Az Út (folyóirat, 1933)
Az Út Nagyváradon 1933-ban megjelent irodalmi és művészeti folyóirat. Szerkesztőként impresszumában Gyallay Mihály, Daróczi Kiss Lajos (utolsó számán Bélteky László) neve szerepel; a munkatársak legnagyobbrészt Várad és környéke szerzői sorából kerültek ki (András Gusztáv, Árvay Árpád, Dévald László, Horváth Imre, Ruffy Péter), de közölt benne az aradi Göbl [Gáldi] László, a nagyszalontai Sárközi Gerő, s jelentek meg versei Dsida Jenőnek is. A közölt írásokhoz Kiszely Mária, Román Károly és Serfőző Pál készített rajzokat.